# Psammophilocyclops boccaroi
Psammophilocyclops boccaroi – gatunek widłonoga z rodziny Cyclopidae. Nazwa naukowa tego gatunku skorupiaków została opublikowana w 1956 roku przez brytyjskiego zoologa Geoffreya Fryera.